# لويس غييرمو سوليس
لويس غوليرمو سوليس ريفيرا (بالإسبانية: Luis Guillermo Solís Rivera)‏ وهو سياسي كوستاريكي ولد في يوم 25 أبريل 1958 في مدينة سان خوسيه، كوستاريكا واصبح رئيس لجمهورية كوستاريكا وهو من حزب العمل للمواطنين وأصبح رئيساً بعد فوزه في انتخابات 2014 على منافسه جوني أريا مونغي عمدة سان خوسيه وخلف لورا شينشيلا.

## روابط خارجية
- لويس غييرمو سوليس على موقع الموسوعة البريطانية (الإنجليزية)
- لويس غييرمو سوليس على موقع مونزينجر (الألمانية)